# Cyborg (film)
Cyborg er en amerikansk postapokalyptisk film fra 1989 instrueret af Albert Pyun.

## Efterfølgere
- Cyborg 2 – The Glas Shadow
- Cyborg 3 – The Recycler

## Eksterne Henvisninger
- Cyborg på Internet Movie Database (engelsk)
- Cyborg på Filmdatabasen
- Cyborg i Svensk Filmdatabas (svensk)
- Cyborg på AlloCiné (fransk)
- Cyborg på AllMovie (engelsk)
- Cyborg på Turner Classic Movies (engelsk)
- Cyborg på The Movie Database (engelsk)
- Cyborg på Rotten Tomatoes (engelsk)
- Cyborg på Box Office Mojo (engelsk)
- Cyborg på Filmaffinity (engelsk)